# Parc national de Ķemeri
Le parc national de Ķemeri (en letton : Ķemeru nacionālais parks) est un parc national situé en Lettonie, à l’ouest de la ville de Jūrmala. Créé en 1997, Ķemeri est le troisième plus grand parc national du pays, couvrant une superficie de 381,65 km².

## Description
Le territoire du parc est principalement occupé par des forêts (57 %) et des tourbières (24 %), la plus importante d’entre elles étant la grande tourbière de Ķemeri (en letton : Lielais Ķemeru tīrelis). Il y a aussi plusieurs lacs, qui sont d’anciennes lagunes de la mer de Littorina. Le lac Kaņieris est un site Ramsar. De nombreuses espèces de plantes prospèrent dans la tourbière, en particulier les mousses et les orchidées. Les prairies – sèches et humides – occupent 6 % du territoire. L’eau sous forme de lacs, de rivières, de sources et de mer occupe 10 % du parc. De nombreux cours d’eau ont été modifiés au cours de l’histoire pour drainer les marais à des fins agricoles, mais les eaux abritent encore une grande variété d’espèces rares, telles que les escargots et les moules indigènes, les cigognes et les loutres. La tourbière abrite un certain nombre d’espèces d’oiseaux lettons, telles que la grue commune, le bécasseau des bois et le pluvier doré européen.
Le parc protège également les célèbres sources minérales naturelles et les boues, utilisées depuis des siècles en raison de leur nature thérapeutique. Les sources ont conduit au développement de nombreuses stations balnéaires, spas et sanatoriums au XIXe siècle.

## Galerie

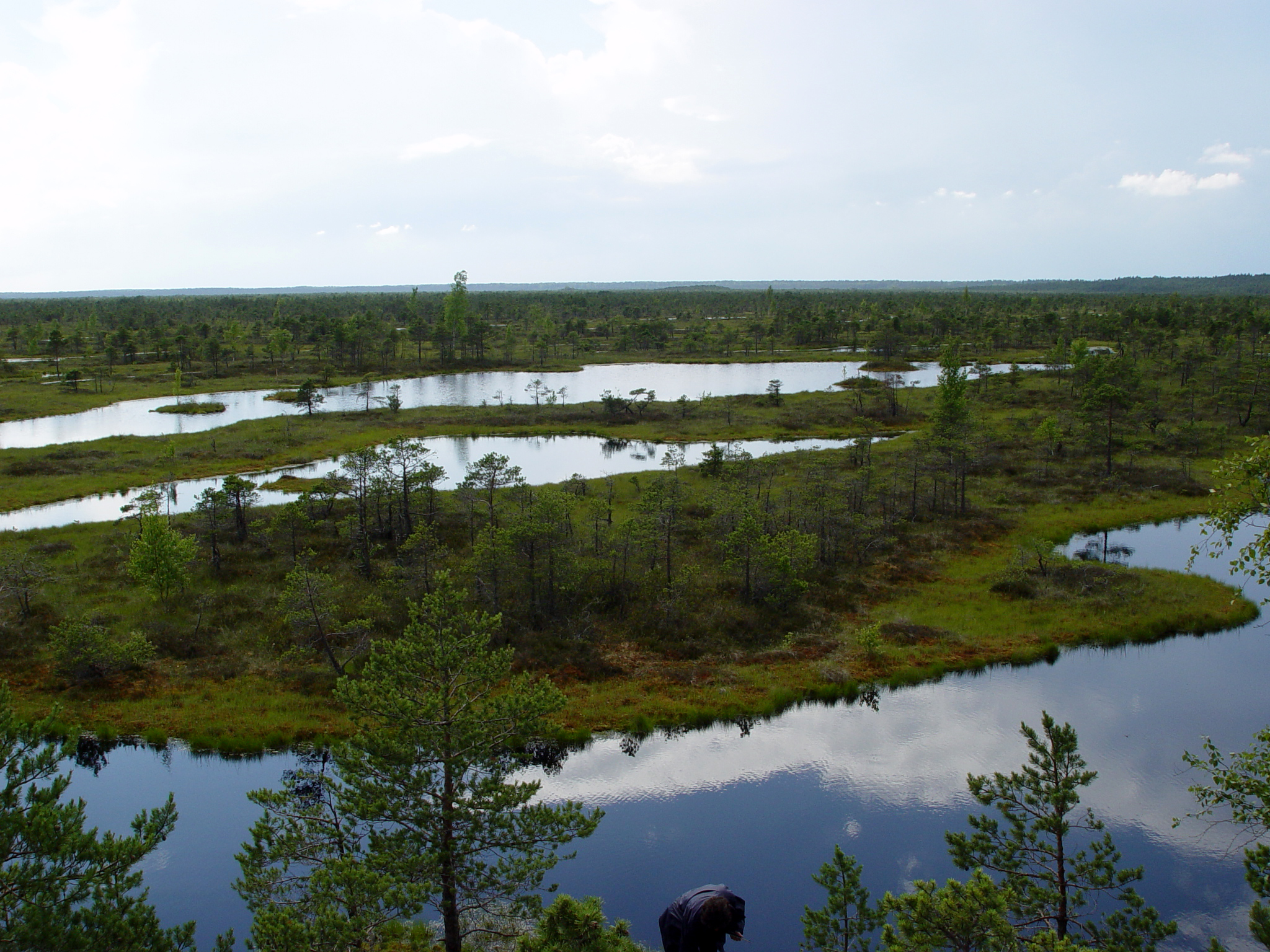
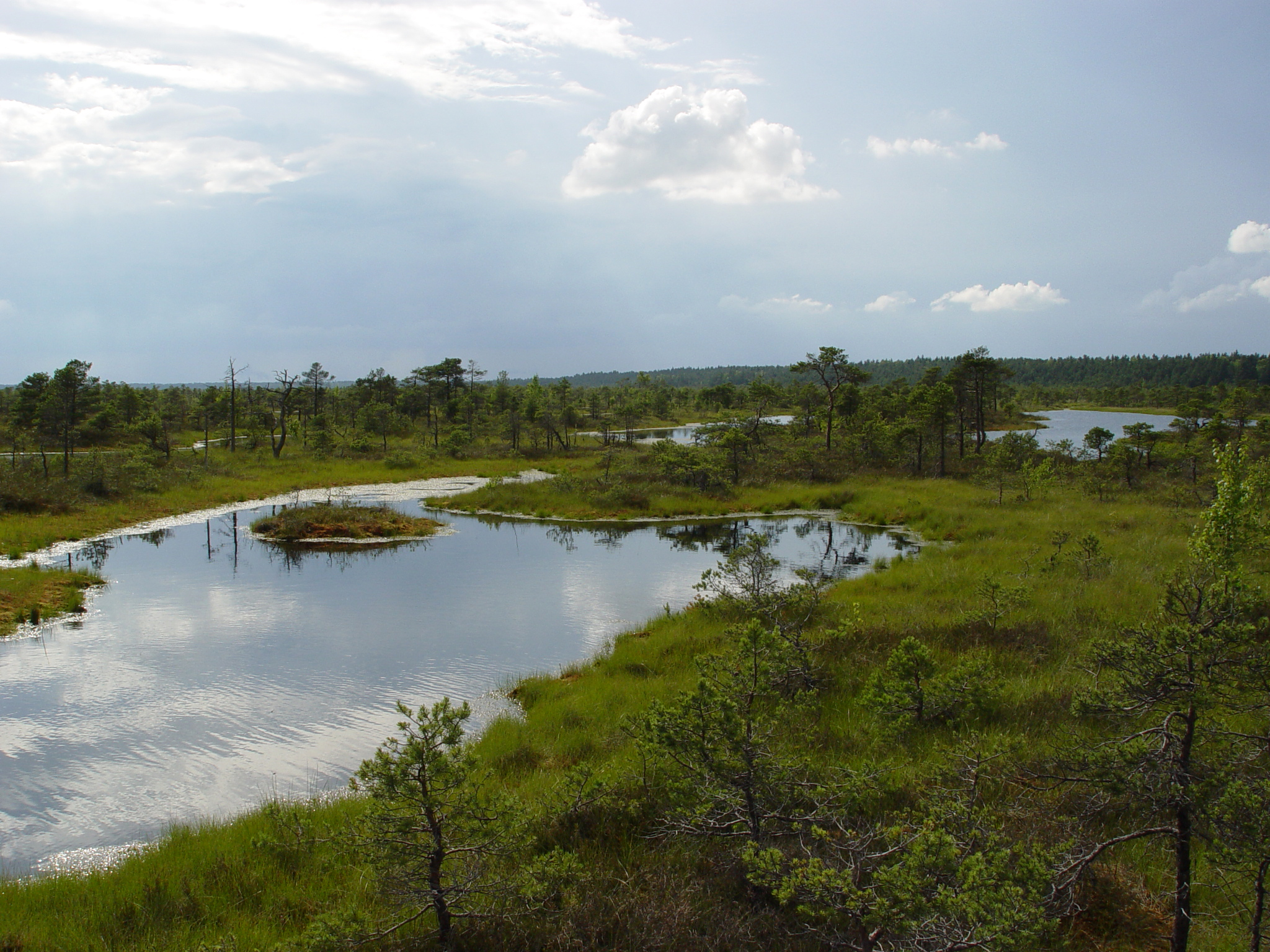
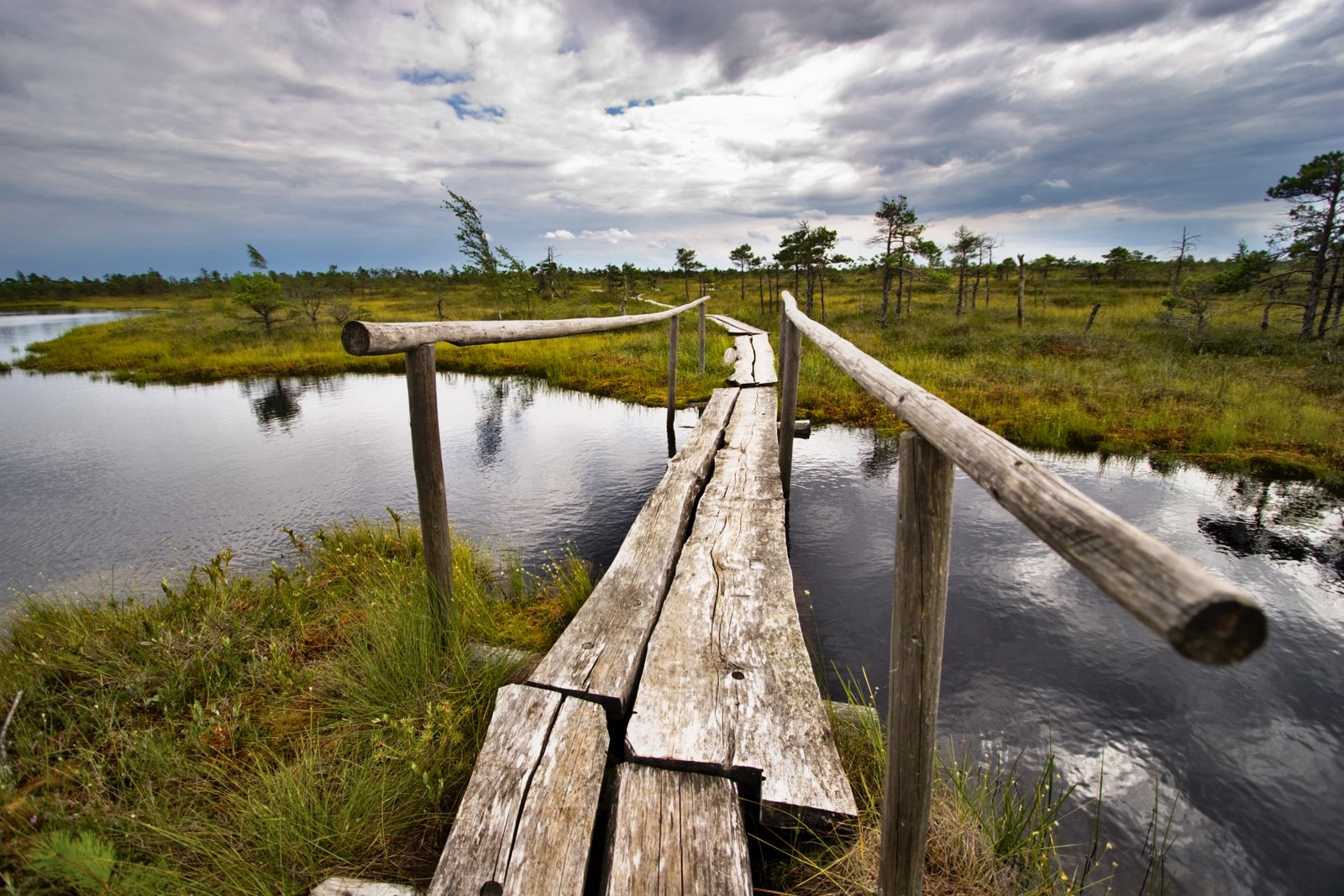
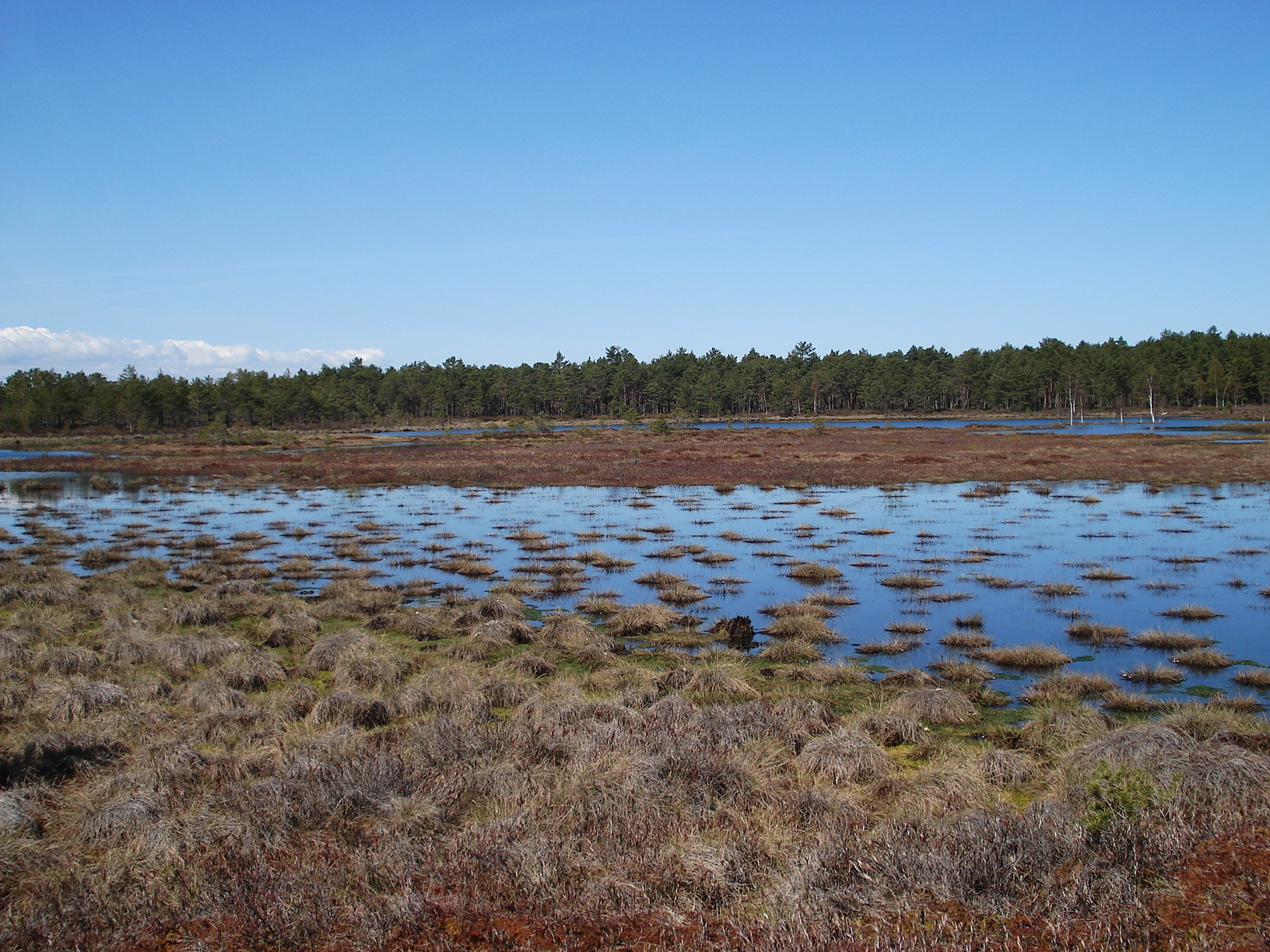
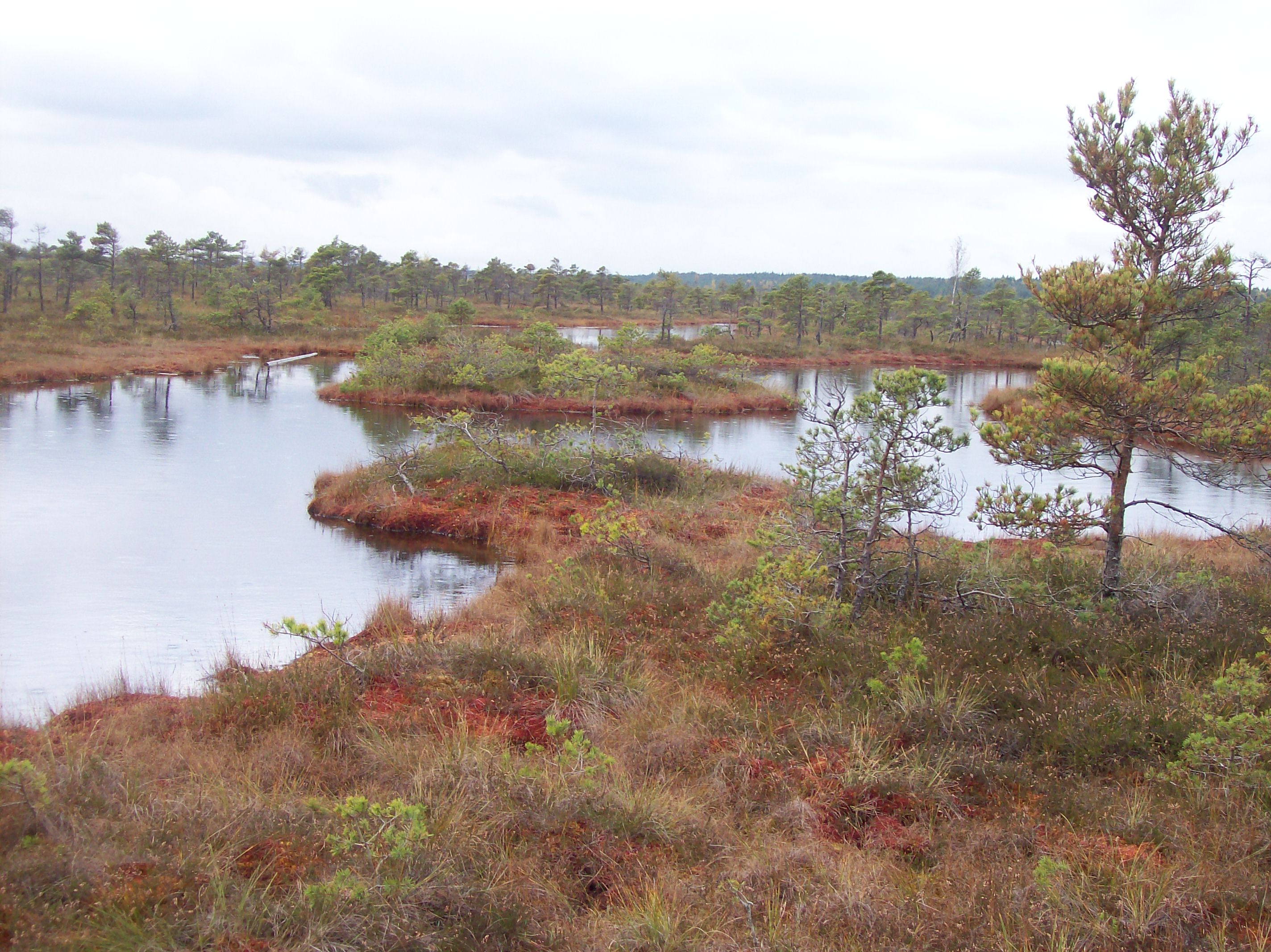
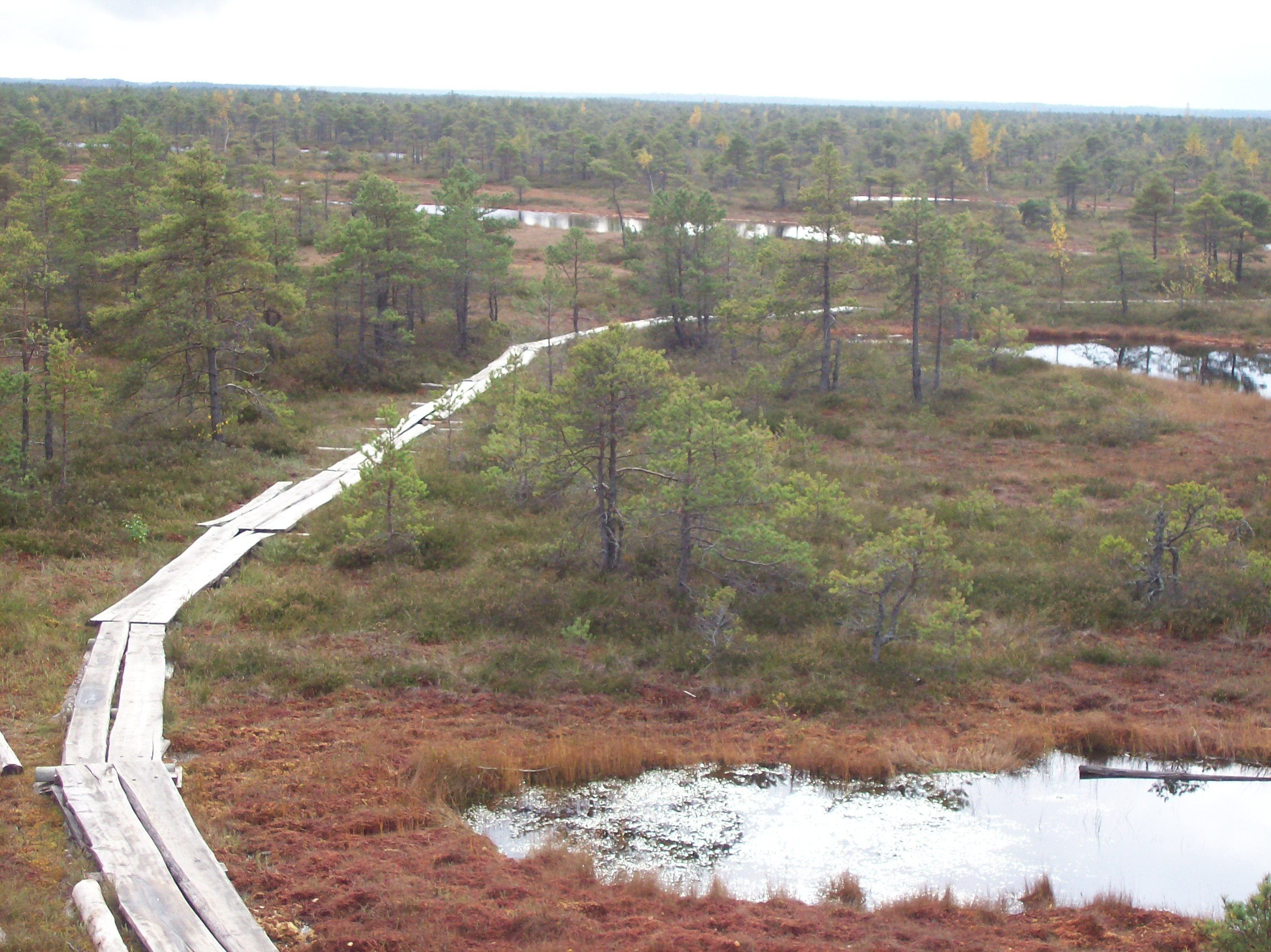
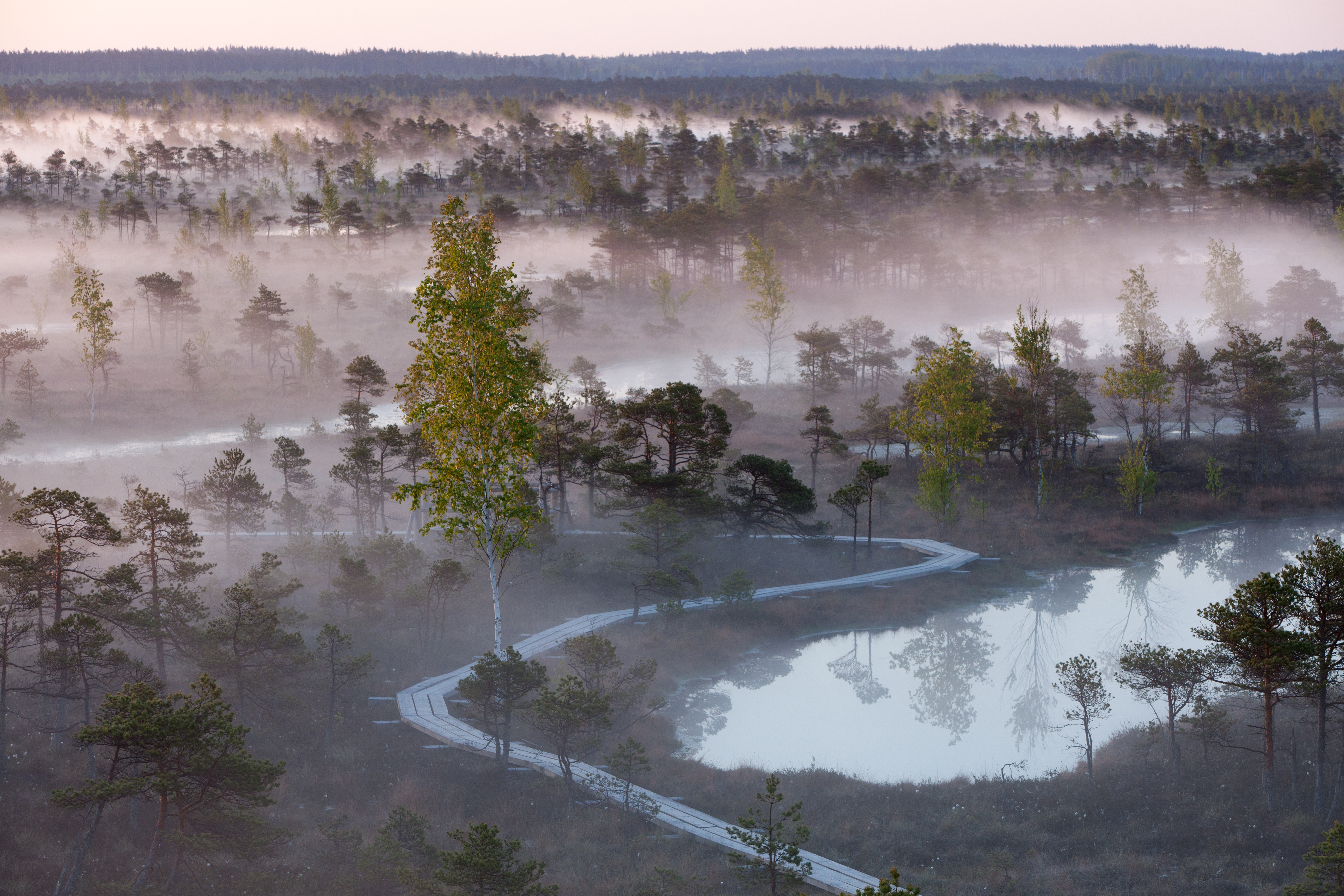
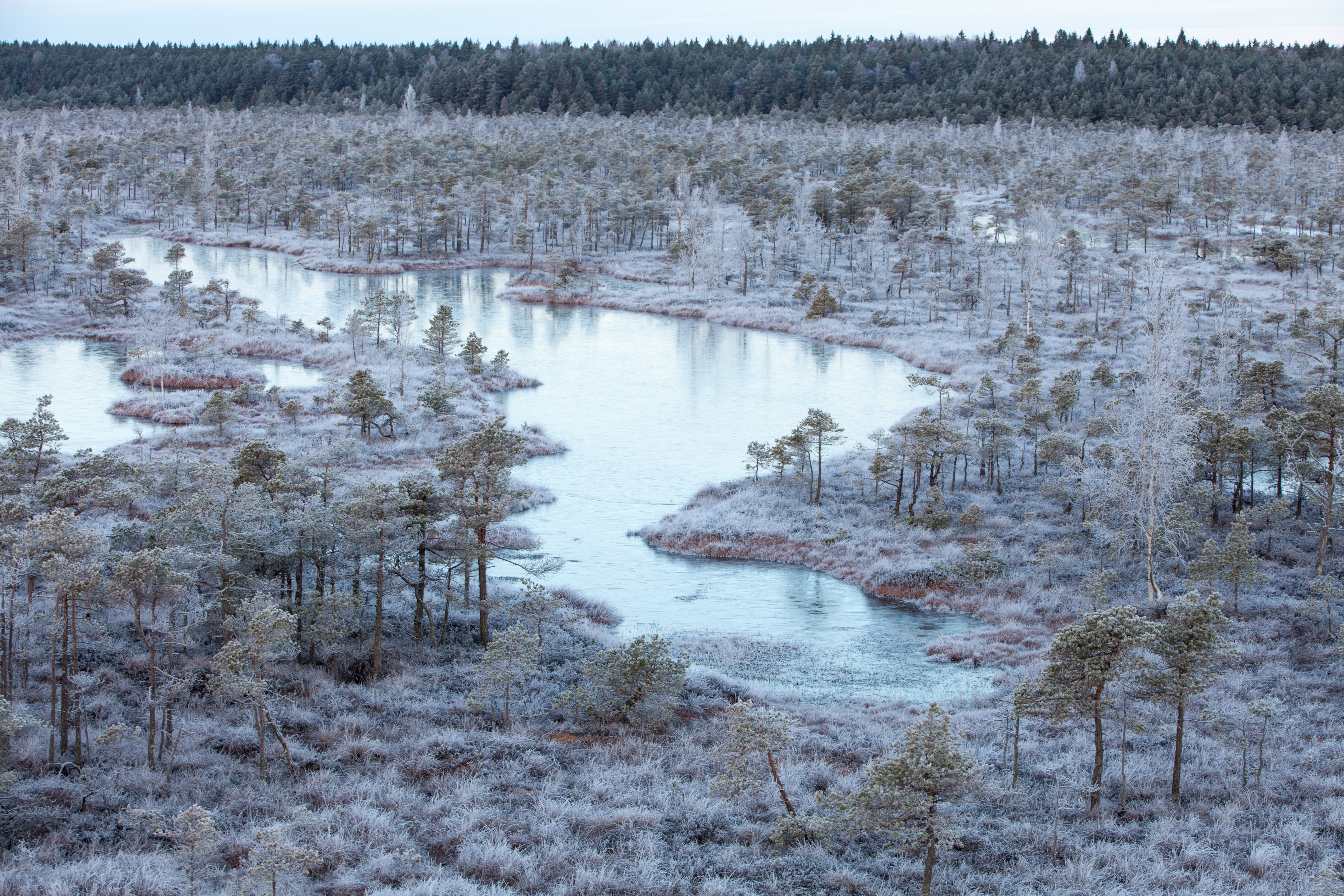
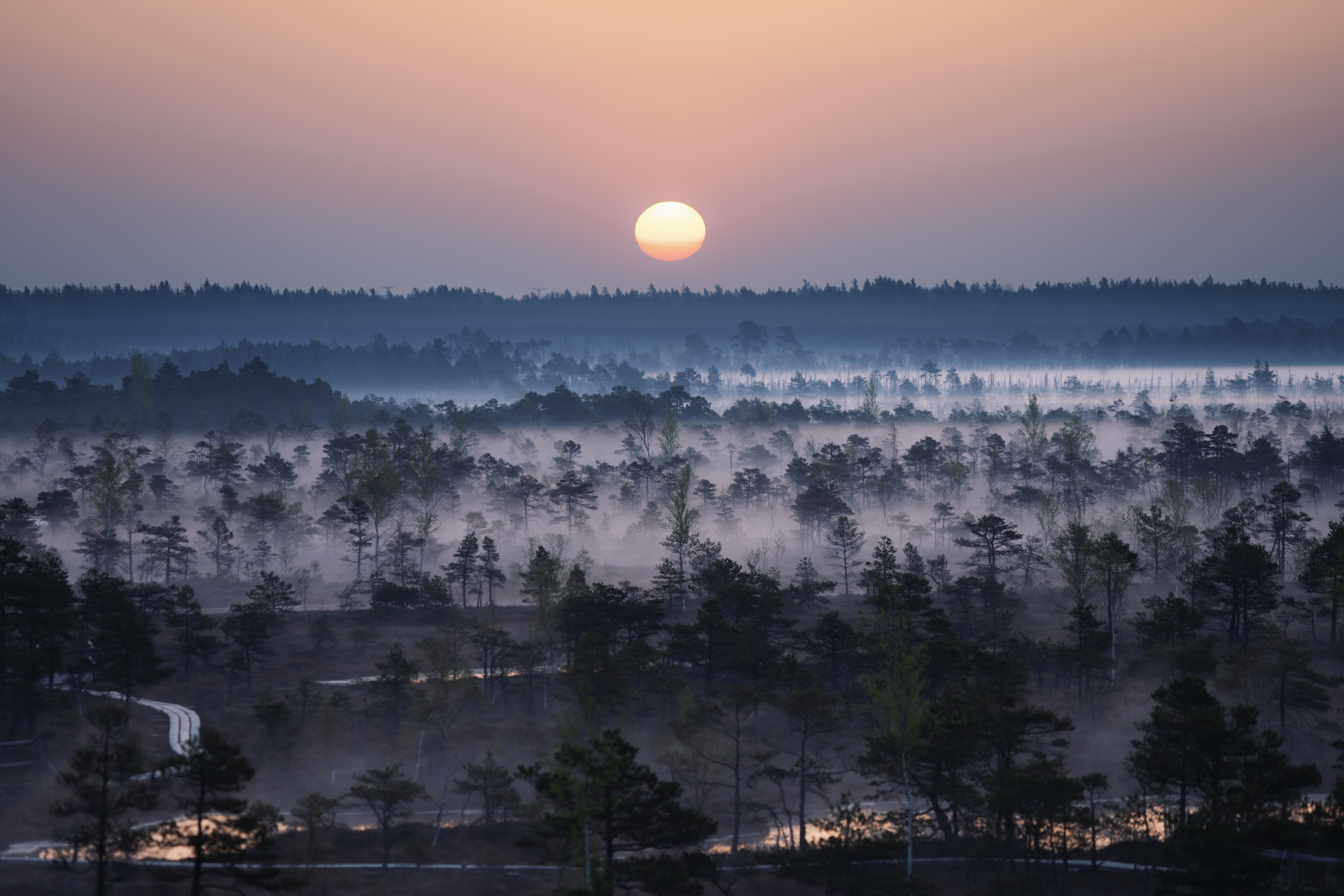